# ميريام كوبر
ميريام كوبر (بالإنجليزية: Miriam Cooper)‏ (و. 1891 – 1976 م) هي ممثلة، من الولايات المتحدة الأمريكية، ولدت في بالتيمور، ماريلاند، توفيت في شارلوتسفيل، فيرجينيا، عن عمر يناهز 85 عاماً بسبب سكتة دماغية.

## التعليم
تعلمت في جامعة كولومبيا.

## وصلات خارجية
- ميريام كوبر على موقع IMDb (الإنجليزية)
- ميريام كوبر على موقع أول موفي (الإنجليزية)
- ميريام كوبر على موقع قاعدة بيانات الأفلام السويدية (السويدية)
- ميريام كوبر على موقع قاعدة بيانات الفيلم (الإنجليزية)